# Hawker Hind
Cet appareil ne doit pas être confondu avec le Hind, code OTAN de l'hélicoptère de combat soviétique Mil Mi-24.
Le Hawker Hind est un avion militaire de l'entre-deux-guerres biplan.

## Description
Dérivé du Hawker Hart, le Hawker Hind est le dernier biplan de bombardement de la Royal Air Force (RAF). Conçu par Sydney Camm, il est destiné à faire la soudure entre le Hawker Hart et l'entrée en service des monoplans Fairey Battle et autres Bristol Blenheim au Bomber Command de la RAF en 1937. Durant la Seconde Guerre mondiale, il servit essentiellement d'avion d'entrainement.
Son armement était identique à celui du Hawker Hart :
- deux mitrailleuses de 7,7 mm (une mitrailleuse Vickers fixe, synchronisée avec l'hélice, tirant dans l'axe de l'avion, et une Lewis Mark I orientable en place arrière) ;
- il pouvait emporter une bombe de 230 kg.

## Suisse
Dans ses recherches pour un biplace de combat la Suisse achète dès 1935 un Hind pour évaluation. L'avion est jugé insuffisant pour une utilisation en ligne et confiné dans des tâches annexes. Le principal motif de satisfaction est le moteur Rolls-Royce Kestrel dont la fiabilité et le fonctionnement sont appréciés. Il doit quand même passer une année dans les ateliers du constructeur après avoir été endommagé lors d'une mise en pylône. L'avion est réformé en 1945 et le moteur est exposé au musée du matériel aéronautique du service des aérodromes militaires à Dübendorf.